# أنور جنكيز أوغلي
أنور جنكيز أوغلي (بالأذرية: Ənvər Çingizoğlu) (ولد في 10 مايو 1962) هو عالم أعراق وأنساب ومؤرخ أذربيجاني، وهو مُتخصص في تاريخ وأنساب العصور الوسطى في أذربيجان وإيران والدولة العثمانية.